# Tantari
Tantari (en rus: Тантари) és un poble del Daguestan, a Rússia, que el 2019 tenia 350 habitants. Pertany al districte rural de Mekhelta.